# Echinodorus sellowianus
Echinodorus sellowianus — травянистое растение рода Эхинодорус семейства Частухоцветные.

## Описание
Echinodorus sellowianus представляет собой травянистый куст без стебля с крупноволнистыми листьями овальной формы, собранными в розетку. Длина черешков немного меньше длины листовой пластины. Окраска листьев ярко-зелёная. Куст достигает в высоту 25 сантиметров, при образовании плавающих или воздушных листьев — до 70—80 сантиметров. Корневая система мощная. В природе не встречается, выведен в результате селекции и гибридизации.

## Культивирование
При содержании растения в аквариуме оптимальная температура составляет 22—26 °C, однако растение переносит значительное понижение температуры и нормально растёт при её значительном повышении. Вода должна иметь жёсткость не ниже 4—6 немецких градусов, pH предпочтителен нейтральный или слабощелочной. В кислой воде растение нормально развиваться не может, при длительном понижении pH оно болеет и гибнет. Желательна периодическая подмена части воды. Характер освещения определяет развитие растения — при коротком световом дне (8—10 часов) и ярком освещении растение полностью остаётся под водой, при увеличении светового дня (более 12 часов) и снижении освещённости оно образует плавающие и воздушные листья. Грунт должен быть питательным, содержать глину и ил. Размер частиц основы грунта большого значения не имеет. Для нормального развития корневой системы толщина слоя грунта должна быть не менее 7 сантиметров.

Echinodorus sellowianus может также расти во влажной оранжерее или палюдариуме. Грунт необходим питательный, освещение яркое, рассеянное. В оранжерее эхинодорус растёт намного быстрее, чем в аквариуме. 

В аквариуме Echinodorus sellowianus цветёт в возрасте около 1 года, но образующиеся семена не всходят. Если цветочную стрелку прижать к грунту аквариума, на ней образуется большое количество дочерних растений, которые после укоренения и образования 4—5 листьев можно отделять от цветоноса.

## Синонимы
Echinodorus longiscapus, Alisma grandiflorum Cham et. Schlecht; E. grandiflorus ovatus Mich.; E. sellowianus Buch; E. sellowianus major Buch.; E. sellowianus minor Buch.; E. grandiflorus var floribundus (Seub.) Mich.; E. grandiflorus var. longiscapus Arech var. minor (Buch.)Troncoso; E. michaeli hort.; E. heikoiana hort.